# Ilse Krause
Ilse Krause (* 14. August 1917 in Graudenz, Westpreußen; † 16. September 1984 in Ost-Berlin) war eine deutsche Chirurgin. Sie war die erste  Kinderchirurgin im geteilten Deutschland.

## Leben
Ilse Krause besuchte die Agnes-Miegel-Schule in Berlin-Neukölln und legte 1937 das Abitur ab. Sie absolvierte ihre Dienstpflicht beim Reichsarbeitsdienst und arbeitete als kaufmännische Angestellte bei der AEG in  Berlin-Treptow. Das Medizinstudium begann sie am 3. November 1938 an der Friedrich-Wilhelms-Universität zu Berlin und schloss es am 23. Oktober 1943 an der Philipps-Universität Marburg ab. 1943 wurde sie in Marburg zur Dr. med. promoviert. Ihre ärztliche Tätigkeit begann während des Zweiten Weltkrieges im Krankenhaus von Finsterwalde. Als notdienst-kriegsverpflichtete Ärztin setzte sie ihre Ausbildung in den Krankenhäusern in Luckau und Luckenwalde fort und beendete sie 1949 in der Chirurgischen Klinik des Berliner Städtischen Krankenhauses im Friedrichshain bei Heinrich Klose  als Fachärztin für Chirurgie. 1952–1956 war sie Oberärztin der Klinik.
Das Lebenswerk Ilse Krauses ist die von ihr 1956 gegründete Kinderchirurgische Klinik der Krankenanstalten in Berlin-Buch, deren offizielle Bezeichnungen mehrfach wechselten. Die Anregung zur Gründung einer Kinderchirurgischen Klinik im Raum von Berlin kam von dem Kinderarzt des Hufelandkrankenhauses, Heinrich Robert Kirchmair. Er kehrte 1956 von einem längeren Aufenthalt in Bagdad, wo er von 1952 bis 1955 als Professor für Kinderheilkunde an der Medizinischen Akademie Bagdad wirkte, mit der Idee zurück, in Berlin eine Kinderchirurgische Klinik ins Leben zu rufen. Diese Aufgabe übertrug er seiner Oberärztin Ilse Krause. Am 10. Dezember 1956 wurde die Klinik im Städtischen Hufeland-Krankenhaus Berlin-Buch eröffnet. Ilse Krause ist die erste Kinderchirurgin in Deutschland. Sie war „Marschallin der Medizin, aber nicht herrschend, sondern dienend“, beschrieb Waldemar Ch. Hecker ihr Ansehen.
Die Klinik entwickelte sich mit 133 Betten zu einer der bedeutendsten kinderchirurgischen Einrichtung, zum kinderchirurgischen Zentrum und zur Leitklinik für den nichtuniversitären Bereich. Ilse Krause engagierte sich für die Etablierung des Faches Kinderchirurgie mit seinen Subdisziplinen als dem natürlichen Partner der Kinderheilkunde. Sie profilierte Kinderkrankenschwestern zu kinderchirurgischen Fach- und Kinderintensivtherapieschwestern. Dazu schuf sie Lehrbriefe. Sie war 1964 Gründungsmitglied der Arbeitsgemeinschaft für Kinderchirurgie, Vorsitzende der Sektion Kinderchirurgie und hielt als Beirat der Berliner Chirurgischen Gesellschaft fachlichen Kontakt zur Allgemeinchirurgie. Ilse Krause war ständiges Mitglied der Fachkommission Kinderchirurgie bei der Akademie für ärztliche Fortbildung der DDR und war die erste Kinderchirurgin, die Vorlesungen über Kinderchirurgie an der Medizinischen Fakultät Charité der Humboldt-Universität hielt. 1976 habilitierte sie sich. Sie starb mit 67 Jahren und wurde  in Luckau beerdigt.

## Ehrungen
- Ehrenmitglied der Ungarischen Gesellschaft für Kinderchirurgie
- Ehrenmitglied der Tschechoslowakischen Gesellschaft für Kinderchirurgie
- Verdiente Ärztin des Volkes
- Ilse-Krause-Nachwuchspreis der Deutschen Gesellschaft für Kinderchirurgie

## Schriften
- Grundlagen für die erfolgreiche Durchführung operativer Eingriffe im Neugeborenen- und Säuglingsalter Berliner Ärztliche Rundschau 7 (1959), S. 6–8.
- Probleme der Neugeborenen- und Säuglingschirurgie. Dt. Gesundheitswesen 24 (1959), S. 1097–1101.
- Vorschläge zum Ausbau eines kinderchirurgischen Zentrums im demokratischen Berlin. Berliner Ärztliche Rundschau 11 (1959), S. 5–6.
- Chirurgische Erkrankungen des Zwerchfells im Säuglings- und Kleinkindalter. Kinderärztl. Praxis 29 (1961), S. 27–34.
- Die Invagination im Kindesalter. chirurg prax 13 (1969), S. 481–489.
- mit Kurt Gdanietz: Extrapleurale Operation der angeborenen Ösophagusatresie. Zentralblatt für Chirurgie 98 (1973), S. 1610–1613.
- mit Gunhild Piehl: Retrokavalureter und gekreuzte Dystopie bei Einnierigkeit. Zentralblatt für Chirurgie 100 (1975) 503–506.
- mit G. Borgwardt: Ureteral triplication in an infant. Kinderchirurgie 23 (1978) 323–326.